# Conde de Henao
Esta artículo recoge la lista de propietarios del condado de Hainaut.
Los cargos de Henao fueron los gobernantes de la provincia de Hainaut, una región histórica de los Países Bajos (incluidos los actuales países de Bélgica, Luxemburgo, los Países Bajos y partes del norte de Francia y el oeste de Alemania).

Armas de los condes de Henao

## Condes merovingios
Según Jacques de Guyse, el primer conde de Hainaut fue Madelgarius de Famars de Hainaut (Saint-Vincent de Soignies) (ca 607-677). Landry de SoigniesL, su hijo, habría renunciado al cargo. La corona condal, siempre según Guyse, fue para su prima, santa Aya y su marido, san Hidulfo de Lobbes, duque de Lobbes.
Baudri de Bourgueil, obispo de Noyon, menciona a un Amaury, que se había casado con la hija de Isaac de Cambrai, conde de Cambray.
Los condes de Hainaut tenían por construmbre prestar juramento de honor en Soignies sobre las reliquias de san Vicente Madelgaire.

## Condes carolingios
- 843-870: probablemente un conde lotaringio, creado por Lotario I.[4]
- 870-880: Enguerrand I, conde de Gante, de Courtrai y de Tournai, colocado por el rey Carlos el Calvo que acababa de anexionarse de la Lotaringia.

en 880, por el tratado de Ribemont, la Lotaringia regresó a Luis el Joven, roi de Germanie, rey de Germania, quien colocó a Régnier a la cabeza del condado de Hainaut:
- 880-898: Reginar I de Hainaut, Cuello Largo, hijo de Gislebert de Maasgau. 
En 898, cayó en desgracia y Zuentiboldo le quitó Hainaut para dárselo a Sigard.
casado con Hersinde o Alberada († después de 916).
- 898-920: Sigard († 920)

En 911, la Lotaringia se adjuntó nuevamente a la Francia Occidental, pero Sigard conservó su cargo condal.
- 920-925: Enguerrand II, pariente de Enguerrand I.

En 925, la Lotaringia regresó a Germania, y Henri l'Oiseleur nombró a Regnier II como conde de Hainaut..

### Casa de Reginar
- 925 - después de 932: Reginar II, hijo de Reginar I
- antes de 940-958: '''Reginar III de Henao, hijo del precedente, exiliado en Bohemia, falleció en 973.

en 958, Reginar III s'étant révolté, el emperador lo exilió y se apoderó de Henao. Lo confió a medias a diversos señores:
- 958-964: Godofredo I († 964), vice-duc de Basse-Lotharingie

| Condes de Henao (reducido a Mons) - 964-973: Richar - 973-973: Reginaldo - 973-974: Reginar IV († 1013), hijo de Reginar III. - 974-998: Godofredo I de Verdun - 998-1013: Reginar IV († 1013), hijo de Reginar III (por 2.ª vez). marié vers 996 à Hedwige de France (970-1013) - 1013-1039: Reginar V († 1039), hijo del precedente, adquirió la parte sur del Brabante alrededor de 1024 casado hacia 1015 con Matilde de Verdun - 1039-1051: Herman († 1051), hijo del precedente, se casó con Richilda, adquirió Valenciennes, ca. 1045 o 1049 |  | Condes de Valenciennes - 964-973: Amaury - 973-973: Garnier - 973-974: Reginar IV († 1013), hijo de Régnier III. - 974-1006: Arnulfo II - 1006-1035: Balduino IV († 1035), conde de Flandes - 1035-1045: Balduino V († 1067), conde de Flandes, hijo del precedente - 1045-1048/49: probablemente Reginar de Hasnon - 1048/49-1051: Herman († 1051) |

- 1045-1051: Herman (? - muerto antes de 1051), redeviene conde de Henao, mientras a la vez es conde de Mons y de Valenciennes. 
casado con Richilda de Egisheim, probablement hija de Regnier de Hasnon, marqués de Valenciennes entre 1045-1048/1049.

Sus dos hijos fueron privados de la herencia de su padre por Balduino I: su hijo Roger se convierte en 1066 en obispo de Chalons-sur-Marne, su hija Gertrudis entró en un monasterio.

## Casa de Flandes

Las armas primitivas del conde de Hainaut

A partir de 1191, cuando Balduino V unió los condados de Flandes y Henao, los condes llevaron únicamente las armas de Flandes.

- 1051-1070: Balduino I de Hainaut, hijo de Balduino V de Flandes se convierte en Balduino VI de Flandes (1067-1070)
casado en 1051 en Richilda, viuda de Herman de Mons
- 1070-1071: Arnulfo III de Flandes, conde de Flandes y de Henao, hijo del precedente
- 1071-1098: Balduino II de Henao (1056-1098), hermano del precedente. Conserva Henao, pero no logra recobrar el condado de Flandes ante Roberto I el Frisón
casado en 1084 con Ida de Lovaina (1077-1139), hija d'Henri II, conde de Lovaina y de Bruselas y de Adèle de Betuwe
- 1098-1120: Balduino III de Henao (1088-1120), hijo del precedente
casado en 1107 con Yolanda de Gueldre, hija de Gérard I Flaminius, conde de Gueldre y de Wassemberg
- 1120-1171: Balduino IV de Henao (1108-1171), hijo del precedente
casado hacia 1130 con Alix de Namur (1115-1169), última hija de Godofredo, conde de Namur, y de Ermensende de Luxemburgo
- 1171-1195: Balduino V de Henao (1150-1195) se convierte en 1184 en conde de Namur (Balduino I) y en 1191 en conde de Flandes (Balduino VIII)
casado en 1169 con Margarita, hija de Teodorico de Alsacia, conde de Flandes.
- 1195-1205: Balduino VI (1171-1205), conde de Flandes (Balduino IX) y Emperador latino de Constantinopla (Balduino I).
casado en 1186 con María de Champaña (1174-1204), hija de Enrique I de Champaña, conde de Champaña y de María de Francia
- 1205-1244: Juana de Constantinopla (1188-1244), hija del precedente, también condesa de Flandes
casada en 1212 con Fernando de Portugal (1188-1233), y después en 1237 con Tomás II de Saboya (1199-1259), príncipe de Piamonte
- 1244-1280: Margarita I (1202-1280), hermana de la precedente e hija de Balduino VI. condesa de Flandes y de Henao de 1244 à 1280. 
casada en 1212 (separados 1221) con Bouchard de Avesnes (1182-1244), y después en 1223 con Guillermo II de Dampierre (1196-1231)

Los hermanastros Juan I de Avesnes y Guillermo III de Dampierre se disputaron los condados de Flandes y Henao en vida de Margarita, originando la Guerra de Sucesión de Flandes y de Henao. En 1246, el rey Luis IX de Francia resolvió que el condado de Henao pasase a los Avesnes, quedando Flandes para los Dampierre, pero Juan de Avesnes insatisfecho con el arreglo implicó en la disputa a Guillermo II conde de Holanda y rey de romanos que reclamó los feudos flamencos situados en tierras del imperio. Como consecuencia de la guerra Margarita cedió Henao a Juan de Avesnes en 1254.

### Casa de Avesnes

Juan I fue el primero en llevar estas armas al convertirse también en conde de Holanda (1297). Presenta el león de Holanda y el león de Flandes.

- 1250-1257: Juan I de Avesnes (1218-1257), conde heredero de Henao, hijo de Bouchard de Avesnes y de Margarita de Flandes y de Henao
casado con Adelaida (o Alix) de Holanda, hija de Florencio IV, conde de Holanda y de Matilde de Brabante
- 1280-1304: Juan I de Henao, nacido Juan II de Avesnes (1247-1304), hijo de Juan I, conde de Hainaut y de Holanda (Juan II) 
casado en 1270 con Felipa de Luxemburgo (1252-1311), hija de Enrique V, conde de Luxemburgo, y de Margarita de Bar
- 1304-1337: Guillermo I de Henao (1286-1337), conde de Henao y de Holanda (Guillermo III), hijo del precedente.
casado en 1305 con Juana de Valois (1294-1342), hija de Carlos de Valois, conde de Valois, y de Margarita de Anjou
- 1337-1345: Guillermo II de Henao (1307-1345), conde de Henao y de Holanda (Guillermo IV), hijo del precedente.
casado en 1334 con Juana de Brabante, hija de Juan III, duque de Brabante y de Limburgo, y de María de Évreux
- 1345-1356: Margarita II (1310-1356), condesa de Henao y de Holanda (Margarita I), hermana del precedente e hija de Guillermo I, casada en 1324 con Luis IV, emperador del Sacro Imperio Romano (1282-1347), con quien gobernó conjuntamente hasta su muerte, y luego con su hijo Guillermo III, al que en 1346 nombró "Verbeider", es decir, lugarteniente de Holanda. En 1348 le cedió oficiosamente la soberanía de Holanda, Zelanda y Frisia, aunque Guillermo pronto reivindicó el gobierno de Holanda y mantuvo con su madre una guerra civil que terminó con la renuncia definitiva de Margarita a favor de su hijo mediante un acuerdo concluido el 7 de diciembre de 1354.

### Casa de Baviera

Estas armas fueron llevadas por los condes de Henao de la casa de Baviera. Se encuentran en él las armas de Baviera.

- 1356-1389: Guillermo III de Baviera (1330-1389), conde de Henao y de Holanda (Guillermo V) a partir de 1354, hijo de la precedente.
Casado en 1352 con Matilde de Lancaster (1335-1362), hija de Enrique de Grosmont, conde de Lancaster, y de Isabel de Beaumont.
- 1389-1404: Alberto I de Baviera (1336-1404), regente desde 1358, conde de Henao y de Holanda, hermano del precedente.
Casado :
  1. con Margarita de Brieg (1342-1386), hija de Louis de Silésie-Liegnitz, duc de Brieg, et d'Agnès de Goglau,
  2. en 1394 con Margarita de Clèves (1375-1412), hija de Adolphe I de La Mark, conde de Clèves, y de Marguerite de Juliers.
- 1404-1417: Guillermo II de Baviera (1365-1417), conde de Henao y de Holanda (Guillaume VI), hijo del precedente y de Marguerite de Brieg.
Casado en 1385 con Margarita de Borgoña, hija de Felipe II de Borgoña, duque de Borgoña y de Marguerite, condesa de Flandes.
- 1417-1433: Jacqueline de Baviera (1401-1436), condesa de Henao y de Holanda, hija del precedente.
Casada en 1418 con Juan IV de Borgoña (1403-1427), duque de Brabante, hijo de Antonio de Borgoña y sobrino de Jean sans Peur.
Reconoció en 1428 a Philippe le Bon como heredero de sus dominios, que ella le deja formalmente en 1433.

Jacqueline fue la oposición de su tío Juan, duque de Baviera-Straubing, hijo del conde Alberto I en una guerra de sucesión. las alegaciones de Juan recayó en Felipe III, duque de Borgoña, sobrino de Guillermo III, cuya madre había sido la hermana de Guillermo. En 1432 obligó a Jacqueline a abdicar de Henao y Holanda en su favor.

### Casa de Borgoña

Felipe el Bueno y Carlos el Temerario llevaron estas armas, en las que no se encuentra ningún símbolo del Henao. (Sí se encuentran las armas de Flandes, del Brabante y del Limburgo.)

Los siguientes miembros de la Casa de Borgoña:
- 1433-1467: Felipe I de Borgoña, el Bueno, como Felipe I de Henao
- 1467-1477: Carlos I de Borgoña,  el Temerario, hijo (de Felipe el Bueno), como Carlos de Henao
- 1477-1482: María de Borgoña la Rica, como María de Henao, hija de Carlos el Temerario, conjuntamente con su esposo Maximiliano I, emperador del Sacro Imperio.

### Soberanos de los Países Bajos
- 1482-1506: Felipe I el Hermoso, hijo de María y Maximiliano, como Felipe II de Henao.
- 1506-1555: Carlos II de Borgoña, hijo de Felipe, también Emperador del Sacro Imperio Romano (como Carlos V), como Carlos II de Henao

Carlos V proclamó la Pragmática Sanción de 1549 unir a los flamencos eternamente con los otros señoríos de los Países Bajos en una unión personal. Cuando el imperio de los Habsburgo se dividió entre los herederos de Carlos V, los Países Bajos, como Flandes, fue a Felipe II de España, de la rama española de la Casa de Habsburgo.
- Felipe III (r. 1556-1598), hijo de Carlos III, también rey de España, como Felipe III de Henao
- 1598-1621: Isabel Clara Eugenia, hija de Felipe II, conjuntamente con su esposo Alberto (1598-1621), archiduque de Austria, como Isabel I y Alberto II de Henao
- 1621-1665: Felipe III de España, nieto de Felipe III, también rey de España, como Felipe IV de Henao
- 1665-1700: Carlos II de España, hijo de Felipe IV, también rey de España, como Carlos III de Henao.
- 1700-1710: Felipe V de España, como Felipe V de Henao

Entre 1706 y 1714 Flandes fue invadido por los ingleses y holandeses durante la guerra de sucesión española. El feudo fue reclamado por la Casa de Habsburgo y la Casa de Borbón. En 1713, el Tratado de Utrecht resuelto la sucesión y el Condado de Flandes fue a la rama austríaca de la Casa de Habsburgo.
- 1714-1740: Carlos VI del Sacro Imperio Romano Germánico, bisnieto de Felipe III, Emperador del Sacro Imperio Germánico (electo), como Carlos IV de Heano.
- 1740-1780: María Teresa I de Austria, hija de Carlos IV, se casó con Francisco I, Emperador del Sacro Imperio Romano Germánico, como María II Teresa de Heano.
- 1780-1789: José I, hijo de María Teresa y Francisco I, también Emperador del Sacro Imperio Romano Germánico, como José I de Heano.
- Revolución de Brabante y República de los Estados Unidos de Bélgica (11 de enero de 1790 - diciembre 1790)
- 1790-1792: Leopoldo, hijo de María Teresa y Francisco I, también Emperador del Sacro Imperio Romano Germánico, como Leopoldo I de Heano.
- 1792-1815: Francia: desaparición de los Estados del Ancien Régime.

El título fue abolido de hecho a raíz de la revolución francesa y la anexión de Flandes por Francia en 1795. Si bien, el título quedó oficialmente reclamado por los descendientes de Leopoldo II hasta el reinado de Carlos I de Austria.
- 1792-1835: Francisco II (r. 1792-1835), hijo de Leopoldo II, emperador del Sacro Imperio Romano Germánico

## Título honorífico en la casa real de Sajonia-Coburgo y Gotha
En el actual Reino de Bélgica, el título de "Conde de Henao" fue dado tradicionalmente al hijo mayor del príncipe heredero, que se hacía llamar "Duque de Brabante". En 2001, con el nacimiento de la princesa Elisabeth de Bélgica, heredera y la hija mayor del príncipe Felipe, duque de Brabante, se decidió no concederle el título de Condesa de Henao.
Se le otorga «en título propio» al príncipe Leopoldo, nieto de Leopoldo I, por real decreto de 12 de junio de 1859 (día de su nacimiento), como se muestra en su certificado de nacimiento, y lo conservó después de 1865, cuando se convirtió en duque de Brabante, como se muestra en su certificado de defunción. Inspirado por esta primera situación, el rey Alberto I de Bélgica hizo de hecho el «título regulado» del hijo mayor del duque de Brabante (título regulado del hijo mayor del rey) mediante una real orden de 10 de septiembre de 1930 (para el futuro rey Balduino, nacido el 7 de septiembre de 1930) pero la disposición fue derogada por una orden de 16 de octubre de 2001, poco antes del nacimiento de la princesa Isabel, porque, a diferencia del título central de duque de Brabante, se consideraba demasiado unilateral desde un punto de vista lingüístico y comunitario.
- 1859-1869: Príncipe Leopoldo de Bélgica (Leopoldo Fernando Elias Victor Alberto María), primer hijo de Leopoldo II (virtual Leopoldo II de Henao)
  - se convirtió en duque de Brabante y conde de Henao en 1865.
- 1930-1934: príncipe Balduino I, nieto de Alberto I e hijo de Leopoldo III, futuro Balduino I (virtual Balduino VII de Henao)
  - se convirtió solamente en duque de Brabante en febrero de 1934 hasta su advenimiento.
- Isabel de Bélgica (duquesa de Brabante en 2013): la princesa, nacida el 25 de octubre de 2001, debería haber llevado este título, sin el decreto de 16 de octubre de 2001.

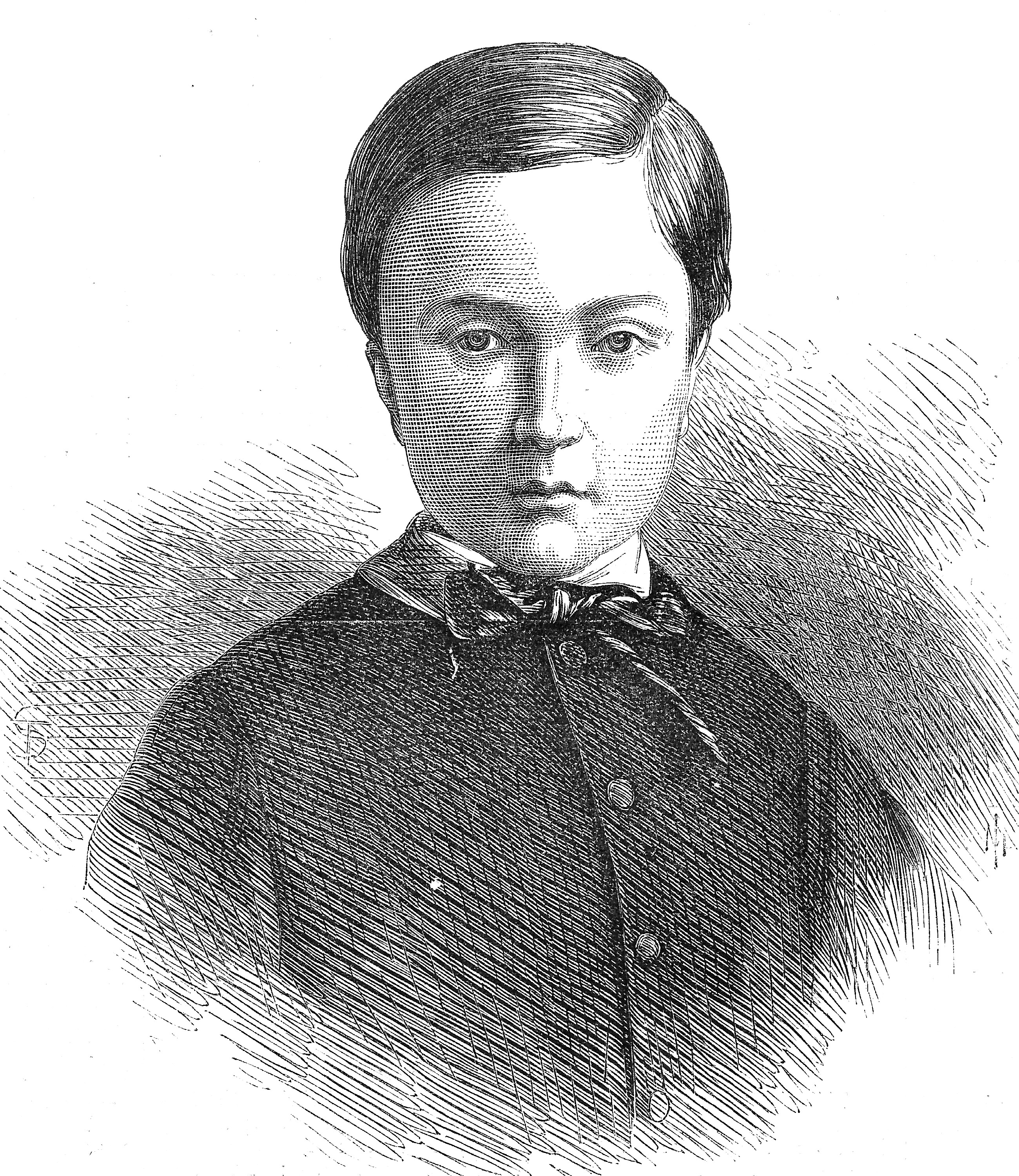
Leopoldo, duque de Brabante y conde de Henao
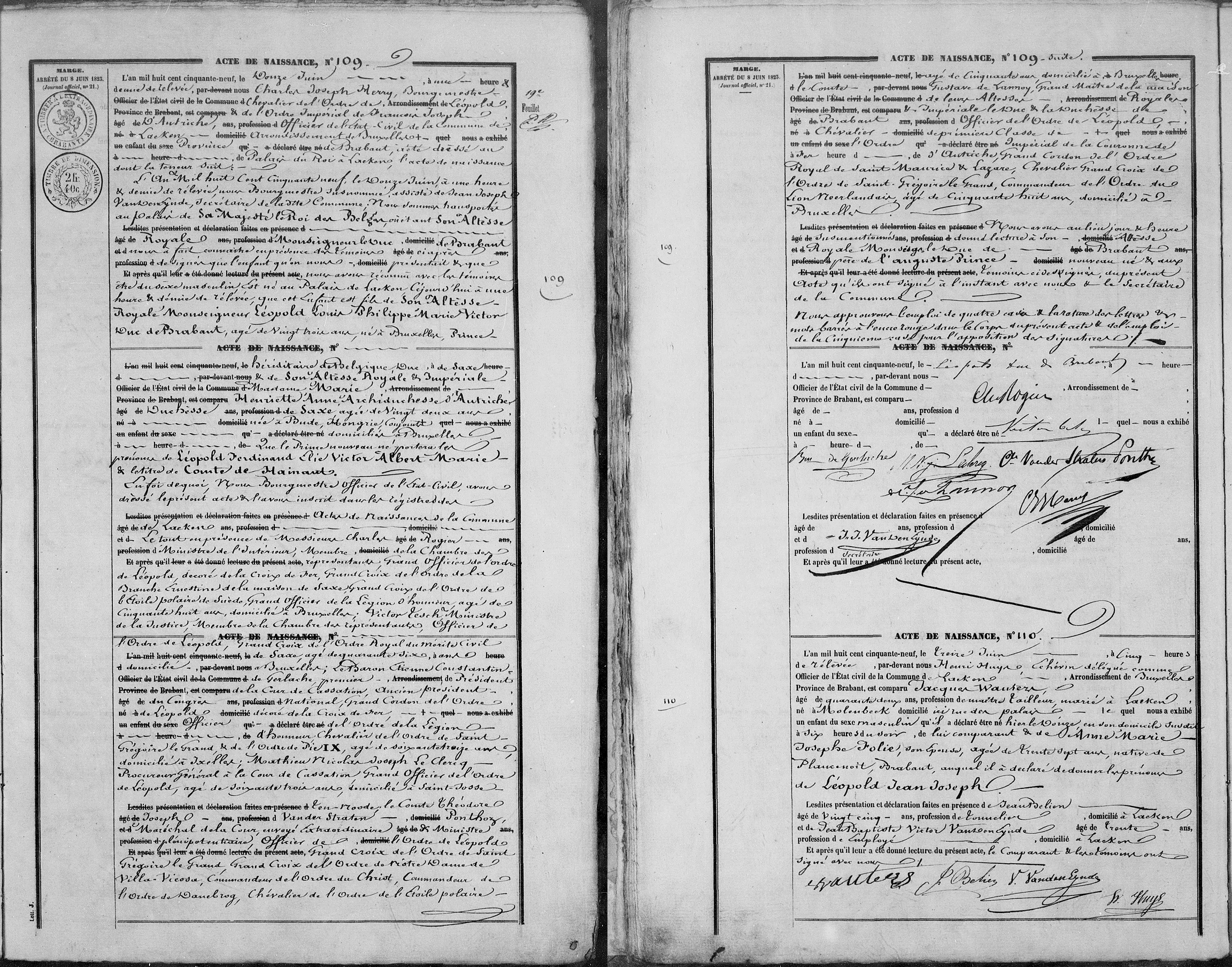
Acta de nacimiento del príncipe Leopoldo (1859)
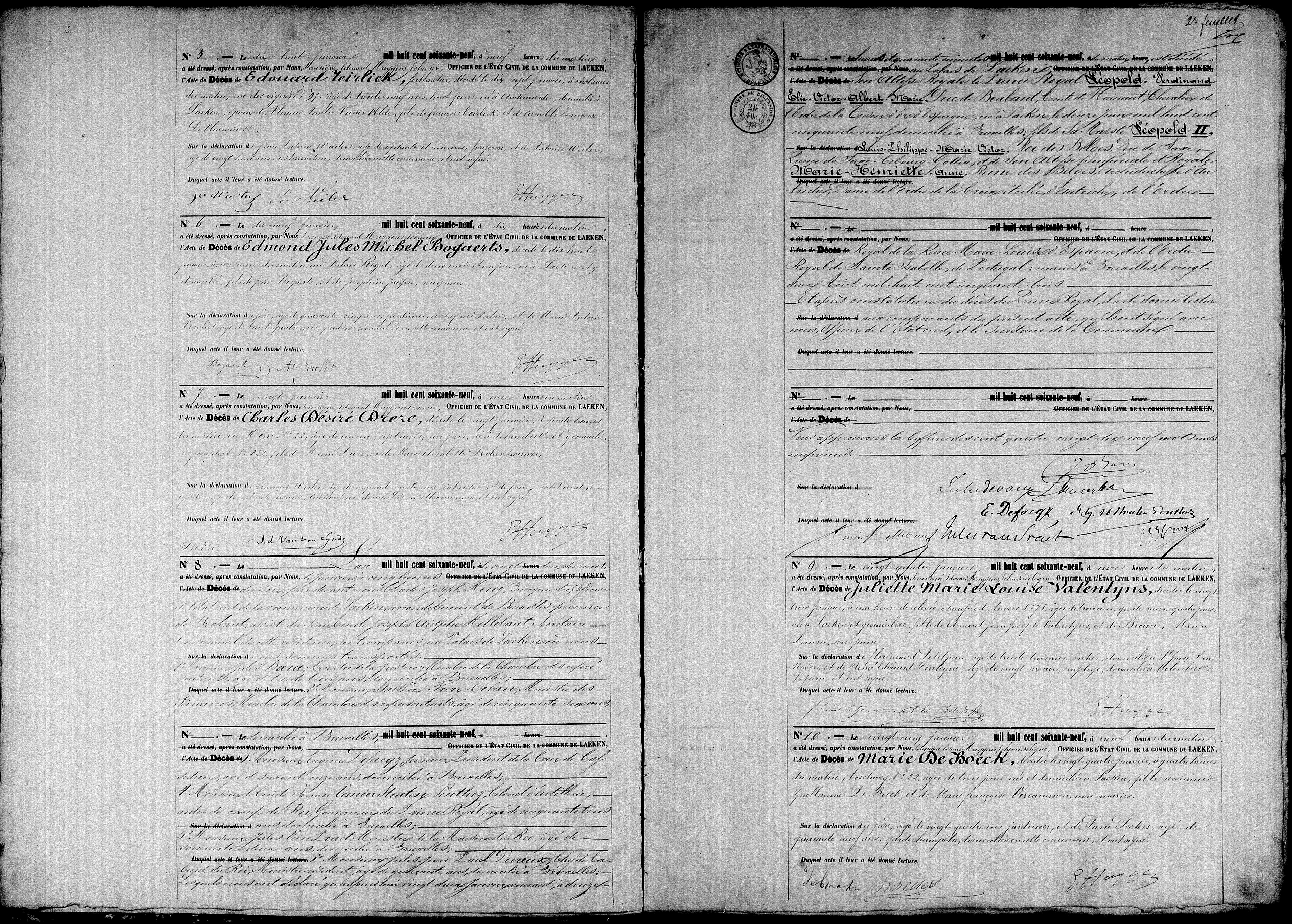
Acta de defunción del príncipe Leopoldo (1869)
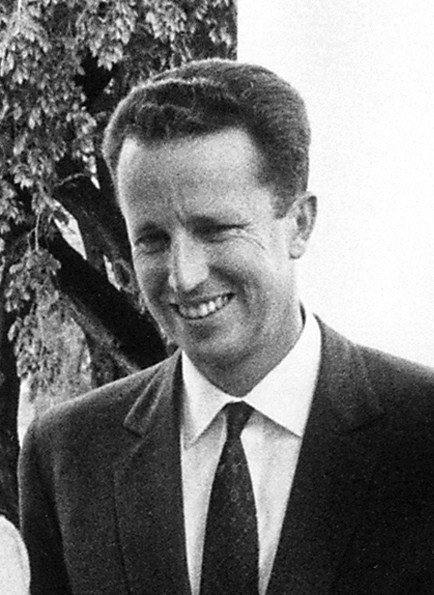
Balduino I, conde de Henao de 9/1930 a 2/1934
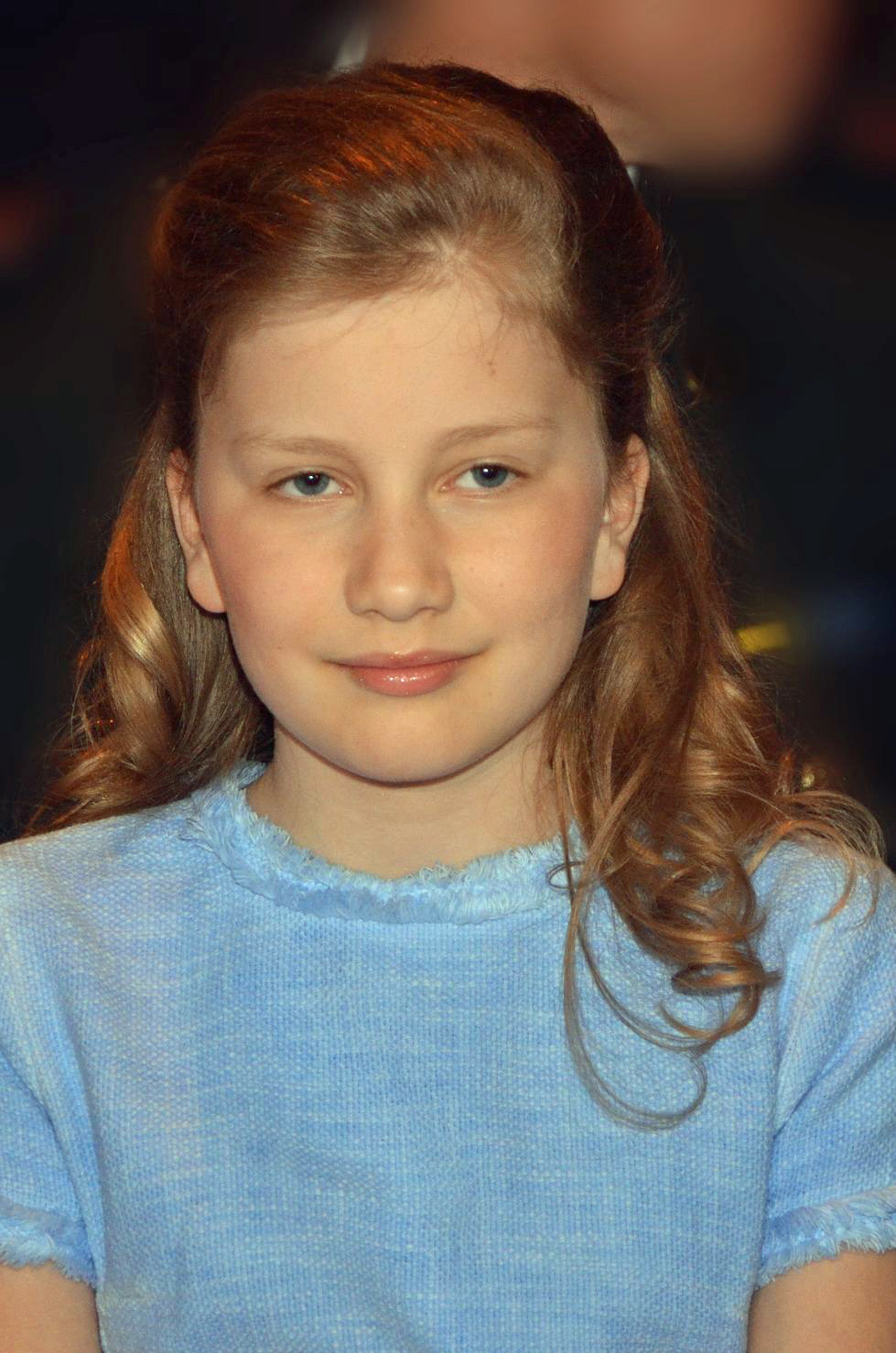
Isabel de Bélgica, duquesa de Brabante, sin ser condesa de Henao